# پگ پارنویک
پگ پارنویک (به انگلیسی: Peg Parnevik) (زاده ۳ سپتامبر ۱۹۹۵) خواننده سوئدی است.